# الدوري الإيراني الدرجة الثانية 2011–12
الدوري الإيراني الدرجة الثانية 2011–12 هو موسم من الدوري الإيراني الدرجة الثانية. فاز فيه نادي استقلال أهواز.